# Copa Asiática de Hockey sobre hierba masculina sub-16 de 2013
La Copa Asiática de Hockey sobre hierba masculina sub-16 de 2013 fue un evento de hockey sobre hierba realizado en Singapur del 4 al 7 de abril de 2013.
El evento era clasificatorio para los Juegos Olímpicos de la Juventud 2014, para esta competición
de acuerdo a un informe del COI, Asia recibió un cupo, el campeón ocupó esa plaza.
Pero esta última norma puede variar, si es que el anfitrión de los Juegos Olímpicos de la Juventud 2014 (China) decide jugar el torneo femenino, ya que China por ser país local puede participar en uno de los dos torneos de hockey. En caso de elegir el torneo femenino, Asia tendría dos cupos.

## Formato
La competición se basa en dos fases, una de grupos y otra de eliminatoria directa. Hay 2 grupos, en cada grupo hay 5 equipos y compiten en liguilla simple, los dos primeros pasan a semifinales y se enfrentarán de esta manera:
- 1A vs 2B
- 2A vs 1B

Los que terminen 3°s, jugarán un partido por el 5° puesto del campeonato, los que terminen 4°, jugarán un partido por el 7° puesto del campeonato, y los que terminen últimos jugarán un partido por el 9° puesto del campeonato.

## Participantes
Grupo A:
- Bangladés
- Corea del Sur
- Malasia
- Kazajistán
- Singapur

Grupo B:
- China
- China Taipéi
- Japón
- Pakistán
- Sri Lanka

## Posiciones y resultados
|  | Clasificado para las semifinales   |
|  | Jugará un partido por el 5° puesto |
|  | Jugará un partido por el 7° puesto |
|  | Jugará un partido por el 9° puesto |

| Equipo        | Pts | PJ | PG | PE | PP | GF | GC | Dif |
| ------------- | --- | -- | -- | -- | -- | -- | -- | --- |
| Bangladesh    | 12  | 4  | 4  | 0  | 0  | 50 | 8  | 42  |
| Malasia       | 9   | 4  | 3  | 0  | 1  | 28 | 11 | 17  |
| Corea del Sur | 6   | 4  | 2  | 0  | 2  | 22 | 18 | 4   |
| Singapur      | 3   | 4  | 1  | 0  | 3  | 16 | 18 | -2  |
| Kazajistán    | 0   | 4  | 0  | 0  | 4  | 4  | 65 | -61 |

### Fecha 1
| 4 de abril de 2013 | Singapur | 2 - 7 | Bangladés | Sengkang Hockey Stadium, Singapur |  |

| 4 de abril de 2013 | Malasia | 13 - 1 | Kazajistán | Sengkang Hockey Stadium, Singapur |  |

Libre:  Corea del Sur

### Fecha 2
| 4 de abril de 2013 | Corea del Sur | 14 - 1 | Kazajistán | Sengkang Hockey Stadium, Singapur |  |

| 4 de abril de 2013 | Malasia | 3 - 6 | Bangladés | Sengkang Hockey Stadium, Singapur |  |

Libre:  Singapur

### Fecha 3
| 5 de abril de 2013 | Singapur | 1 - 3 | Corea del Sur | Sengkang Hockey Stadium, Singapur |  |

| 5 de abril de 2013 | Bangladesh | 26 - 1 | Kazajistán | Sengkang Hockey Stadium, Singapur |  |

Libre:  Malasia

### Fecha 4
| 5 de abril de 2013 | Singapur | 12 - 1 | Kazajistán | Sengkang Hockey Stadium, Singapur |  |

| 5 de abril de 2013 | Corea del Sur | 3 - 5 | Malasia | Sengkang Hockey Stadium, Singapur |  |

Libre:  Bangladés

### Fecha 5
| 6 de abril de 2013 | Singapur | 1 - 7 | Malasia | Sengkang Hockey Stadium, Singapur |  |

| 6 de abril de 2013 | Corea del Sur | 2 - 11 | Bangladés | Sengkang Hockey Stadium, Singapur |  |

Libre:  Kazajistán

## Grupo B
| Equipo       | Pts | PJ | PG | PE | PP | GF | GC | Dif |
| ------------ | --- | -- | -- | -- | -- | -- | -- | --- |
| Pakistán     | 12  | 4  | 4  | 0  | 0  | 52 | 9  | 43  |
| Japón        | 9   | 4  | 3  | 0  | 1  | 29 | 16 | 13  |
| China Taipéi | 6   | 4  | 2  | 0  | 2  | 25 | 32 | -7  |
| China        | 3   | 4  | 1  | 0  | 3  | 14 | 37 | -23 |
| Sri Lanka    | 0   | 4  | 0  | 0  | 4  | 10 | 36 | -26 |

### Fecha 1
| 4 de abril de 2013 | Japón | 10 - 5 | China Taipéi | Sengkang Hockey Stadium, Singapur |  |

| 4 de abril de 2013 | China | 6 - 4 | Sri Lanka | Sengkang Hockey Stadium, Singapur |  |

Libre:  Pakistán

### Fecha 2
| 4 de abril de 2013 | Pakistán | 16 - 1 | China Taipéi | Sengkang Hockey Stadium, Singapur |  |

| 4 de abril de 2013 | Japón | 9 - 1 | Sri Lanka | Sengkang Hockey Stadium, Singapur |  |

Libre:  China

### Fecha 3
| 5 de abril de 2013 | Sri Lanka | 2 - 9 | China Taipéi | Sengkang Hockey Stadium, Singapur |  |

| 5 de abril de 2013 | China | 1 - 17 | Pakistán | Sengkang Hockey Stadium, Singapur |  |

Libre:  Japón

### Fecha 4
| 5 de abril de 2013 | Japón | 4 - 7 | Pakistán | Sengkang Hockey Stadium, Singapur |  |

| 5 de abril de 2013 | China Taipéi | 10 - 4 | China | Sengkang Hockey Stadium, Singapur |  |

Libre:  Sri Lanka

### Fecha 5
| 6 de abril de 2013 | Pakistán | 12 - 3 | Sri Lanka | Sengkang Hockey Stadium, Singapur |  |

| 6 de abril de 2013 | China | 3 - 6 | Japón | Sengkang Hockey Stadium, Singapur |  |

Libre:  China Taipéi

## Partidos definitorios

### 9° Lugar
| 7 de abril de 2013 | Sri Lanka (9°) | 14 - 2 | Kazajistán (10°) | Sengkang Hockey Stadium, Singapur |  |

### 7° Lugar
| asdñlasdñsadlñlñsadlsdañlsadñ14 de 2013 | Singapur (7°) | 8 - 5 | China (8°) | Sengkang Hockey Stadium, Singapur |  |

4

### 5° Lugar
| 7 de abril de 2013 | China Taipéi (5°) | 6 - 5 | Corea del Sur (6°) | Sengkang Hockey Stadium, Singapur |  |

### Semifinales y final
|  | Semifinales          | Semifinales          |   |                      | Final                | Final |  |
|  |                      |                      |   |                      |                      |       |  |
|  |                      |                      |   |                      |                      |       |  |
|  | Singapur, 6 de abril |                      |   |                      |                      |       |  |
|  | Bangladesh           | 8                    |   |                      |                      |       |  |
|  | Japón                | 5                    |   |                      |                      |       |  |
|  |                      |                      |   |                      |                      |       |  |
|  |                      |                      |   |                      | Singapur, 7 de abril |       |  |
|  |                      |                      |   |                      | Pakistán             | 5     |  |
|  |                      | Bangladés            | 3 |                      |                      |       |  |
|  |                      |                      |   |                      |                      |       |  |
|  |                      |                      |   |                      |                      |       |  |
|  |                      |                      |   |                      | Tercer lugar         |       |  |
|  | Singapur, 6 de abril | Singapur, 6 de abril |   | Singapur, 7 de abril | Singapur, 7 de abril |       |  |
|  | Pakistán             | 6                    |   | Malasia              | 2                    |       |  |
|  | Malasia              | 0                    |   |                      | Japón                | 1     |  |

## Campeón y clasificado a losJuegos Olímpicos de la Juventud 2014
|          |
| Pakistán |